# Teensok

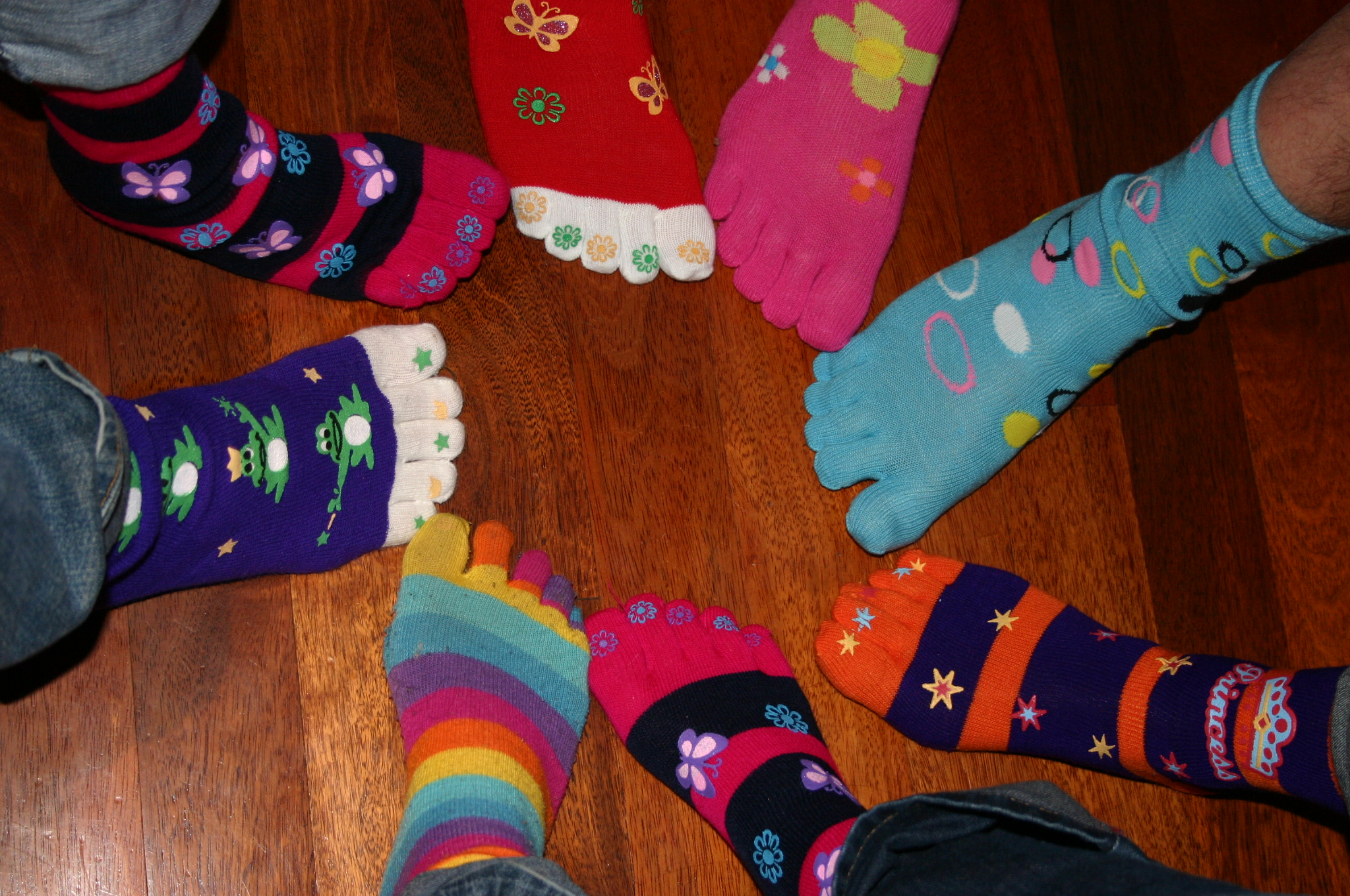
Teensokken

Een teensok is een kledingstuk dat men aan de voet draagt. De teensok heeft als onderscheid van de gewone sok dat al de tenen apart van elkaar zitten. De teensok lijkt dan ook wat op een handschoen, maar dan voor je voeten.